# Asayish (Siria)

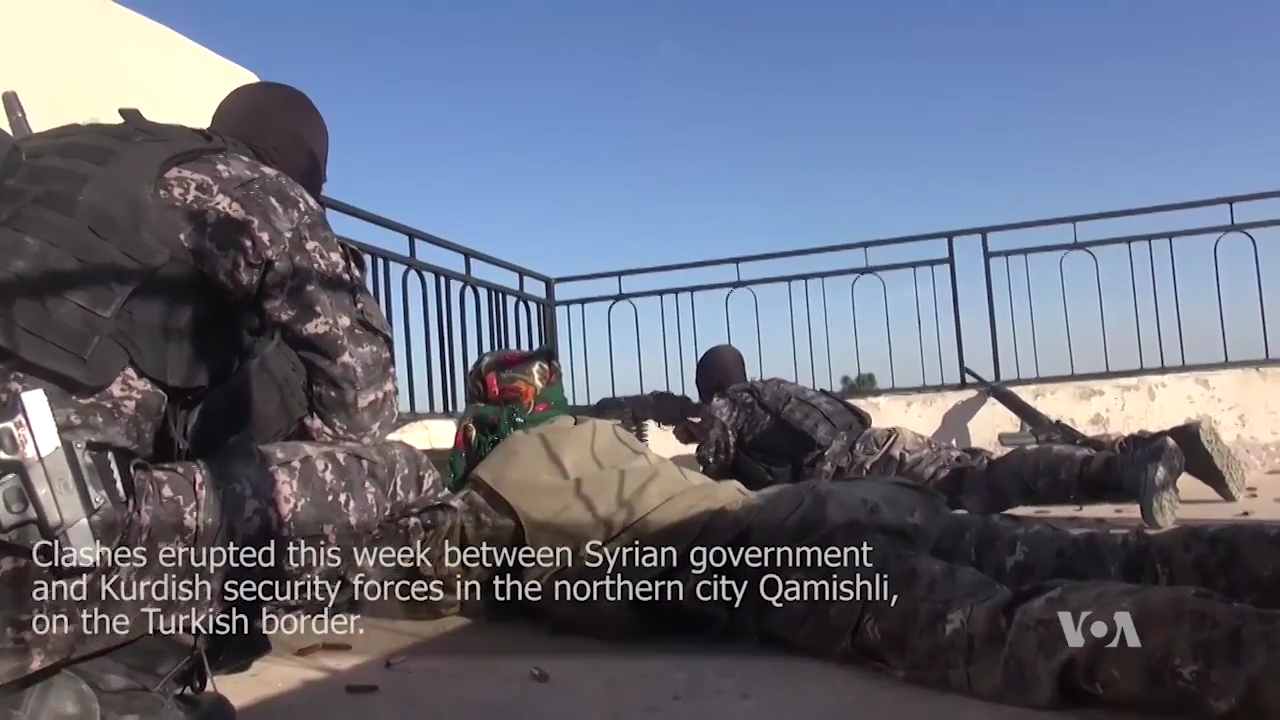
Asayish en la ciudad de Qamishli.

Asayish o Asayesh (seguridad en idioma kurdo) es la organización de protección policial y de seguridad kurda de la Administración Autónoma del Norte y Este de Siria. Su nacimiento se dio durante la Guerra Civil Siria en los territorios controlados por el Comité Supremo Kurdo y las fuerzas rebeldes kurdas, Unidades de Protección Popular (YPG). Actualmente cuenta con más de 15 000 miembros, creciendo de manera espectacular desde que comenzó su actividad en 2012.

## Igualdad de género

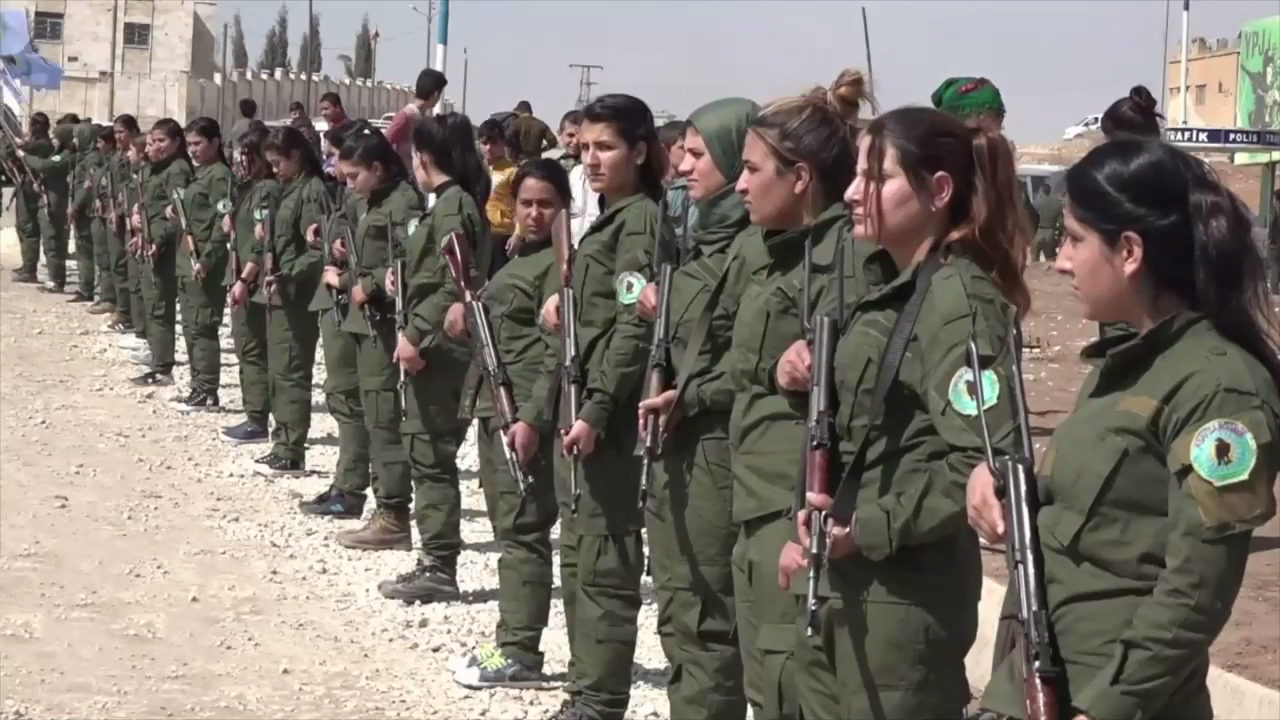
Miembros Femeninos de Asayish en Kobane

Al igual que con otras instituciones y organizaciones políticas del Kurdistán sirio, Asayish está luchando por una fuerza basada en la igualdad de género y se estima que el 25% de los miembros del Asayish son mujeres. La organización kurda está dirigida por un hombre y una mujer, Ciwan Ibrahim y Aitan Farhad. Además de proteger a los civiles de los ataques armados, Asayish ha creado una división especializada integrada exclusivamente por mujeres que están dedicadas a luchar contra de la violencia de género, de las disputas familiares entre las mujeres y a proteger a las mujeres durante protestas y celebraciones públicas. Su objetivo es investigar y proteger a las mujeres en todos los casos que este involucrada desde la violencia doméstica hasta el robo de un banco. Los miembros femeninos de la organización tienen un riesgo adicional de ataques por las organizaciones islámicas radicales.

## Política de seguridad
Las fuerzas rebeldes kurdas que gobiernan y controlan estas áreas, están trabajando para proporcionar a todos los ciudadanos el entrenamiento Asayish. La última esperanza es que una vez que la mayoría de los ciudadanos hayan sido capacitados, la seguridad se pueda mantener entre los ciudadanos kurdos y el propio Asayish si es disuelto.

## Formación y entrenamiento
Además del uso de armas y entrenamiento policial, los miembros de Asayish están formados en mediación, ética, historia del Kurdistán, imperialismo, la guerra psicológica emprendida por la cultura popular, y en la importancia de la educación y la autocrítica.

## Enlaces
1. Twitter Oficial de AsayishMedia
2. Página electrónica de asayish
3. Página de Facebook de Asayish
4. Noticia referente de Asayish
5. Twitter.com de AsayishSecurity en inglés
6. Traducción de Asayish (Siria)

- Datos: Q16199562
- Multimedia: Asayish (Syria) / Q16199562